# Waldemar Pose
Waldemar Pose (* 23. September 1920 in Erfurt; † 12. August 1994 in Berlin) war ein deutscher Gewerkschaftsfunktionär (FDGB). Er war Chefredakteur des Zentralorgans des FDGB, Tribüne.

## Leben
Pose, Sohn einer Arbeiterfamilie, absolvierte von 1935 bis 1938 eine kaufmännische Lehre. 1938/39 arbeitete er als kaufmännischer Angestellter. 1939 wurde er zur Wehrmacht eingezogen und leistete als Angehöriger der Luftwaffe Kriegsdienst. 1944 geriet er in sowjetische Kriegsgefangenschaft. Er war Kursant an einer Antifa-Schule und kehrte erst 1948 in seine Heimatstadt zurück. 
1948 trat Pose der SED und dem FDGB bei. 1948/49 war er Angestellter beim Konsum-Verband in Erfurt. 1949/50 wirkte er als Pressesekretär des Landesvorstandes Thüringen, dann des Zentralvorstandes der Gewerkschaft Verwaltungen, Banken und Versicherungen (VBV). 1950/51 studierte er an der Parteihochschule „Karl Marx“. Anschließend war er bis 1952 zunächst Redakteur, dann von 1953 bis Juli 1975 – als Nachfolger von Günter Erxleben – Chefredakteur der Tribüne.
Von Juni 1955 (4. FDGB-Kongress) bis April 1982 (10. FDGB-Kongress) gehörte Pose als Mitglied dem FDGB-Bundesvorstand an. Vom 20. Juni 1955 bis 4. Juli 1975 (11. Tagung des FDGB-Bundesvorstandes) war er auch Mitglied des Präsidiums des Bundesvorstandes des FDGB.

## Auszeichnungen
- Vaterländischer Verdienstorden in Bronze (1964), in Silber (1969) und in Gold (1980)
- Fritz-Heckert-Medaille in Gold (1973)